# Michael Köhlmeier
Michael Köhlmeier (Hard, Austria, 15 de octubre de 1949) es un escritor y músico contemporáneo.
Estudió Ciencias políticas y Filología alemana (1970–1978) en la Universidad de Marburgo, Alemania, y Matemáticas y Filosofía en las Universidades de Giessen y Frankfurt, Alemania.  Ha sido aclamado recientemente por sus retransmisiones en la radio sobre los mitos clásicos (Telémaco y Calypso) e historias bíblicas (Moisés) que se publicaron más tarde en libro y en CD.
Junto con Reinhold Bilgeri ha compuesto programas de cabaret y cantado canciones, que ambos presentan al público con el dúo Bilgeri&Köhlmeier. Ha escrito canciones para el grupo Schellinski Vorarlberg dialect desde 2004.
En 1981 se casó con la escritora Monika Helfer. Su hija Paula Köhlmeier murió en un accidente en 2003, con la edad de 21 años y él le dedicó su libro Idilio con perro ahogándose como recuerdo de ella y de la supervivencia de su familia.
Otros libros son Abendland (Occident, Carl Hanser Verlag), sobre sus memorias como profesor de matemáticas, explicando la historia de dos familias en los últimos 95 años. Ha recibido amplio reconocimiento de la crítica.
Michael Köhlmeier vive como escritor en Hohenems, Vorarlberg. En 1997 recibió el Grimmelshausen Prize.
En español existen reseñas de su único libro traducido hasta el momento Idilio con perro ahogándose. Jordi Puntí en El Periódico de Catalunya y de Sergi Pàmies en La Vanguardia.

## Premios
- Johann Premio Peter Hebel (1988)[2]
- Manès Sperber Prize for Literature (1994)[1][2]
- Golden Badge of Honour for Meritorious Service of Vienna (2007)[1]
- Prize Acknowledging Literary Achievements (Premio que reconoce los logros literarios) (2008)[1]

## Literatura
- Michael Köhlmeier, eds. v. Günther A. Höfler. Droschl, Graz u.a. 2001. (= Dossier; 17) ISBN 3-85420-573-2
- James P. Martin. The crisis of cultural knowledge in Michael Koehlmeier's 'Telemach', Christoph Ransmayr's 'Morbus Kitahara' & W. G. Sebald's 'Die Ringe des Saturn'. Georgetown Univ. Dis. Washington D. C., 2004
- Britta Rolfes. Helden (bilder) im Wandel. Die Nibelungenhelden in neueren Adaptionen der Kinder- und Jugendliteratur. Schneider Verl. Hohengehren, Baltmannsweiler 2005. ISBN 3-89676-994-4
- Andrea Albrecht. Mathematisches Wissen und historisches Erzählen: Michael Köhlmeiers Roman "Abendland", en: Gegenwartsliteratur. Ein germanistisches Jahrbuch 8, 2009: 192-217; en línea